# پردیس سینمایی هویزه
پردیس سینمایی هویزه (نام پیشین: سینما دیاموند) یک پردیس سینمایی در مشهد، ایران است.
سینما دیاموند در ۲۲ اردیبهشت‌ماه سال ۱۳۴۷ با ظرفیت ۲۲۰۰ صندلی به‌دست افتتاح شد و در آن زمان بزرگ‌ترین و مجلل‌ترین سینما در خاورمیانه به‌شمار می‌آمد.
پس از انقلاب نام سینما به «هویزه» تغییر کرد و پس از طی دوران ۱۶ ماهه بازسازی، شهریور ماه ۱۳۹۱ دوباره با عنوان «پردیس سینمایی هویزه» احیا شد و لقب بزرگ‌ترین و مدرن‌ترین سینمای کشور را بازپس گرفت.

## ظرفیت و امکانات
«پردیس سینمایی هویزه» هم‌اکنون با ۸ سالن نمایش و آخرین استانداردهای روز دنیا که همگی مجهز به سیستم آپارات دیجیتال ۳۵میلیمتری و Full HD و صدای دالبی‌ساراند هستند و یکی از سالن‌ها نیز امکانات پخش فیلم‌های سه بعدی دارد ادامه فعالیت می‌دهد. از دیگر امکانات این پردیس سینمایی می‌توان به کافه سینما، سینماگالری، دو واحد کافی‌شاپ، کافی‌نت مجهز و رایگان، پله‌برقی، سرویس‌های بهداشتی، نمازخانه و مدرن‌ترین سیستم‌های سرمایش و گرمایش و برق اضطراری و اطفای حریق اشاره کرد. همچنین بزرگ‌ترین پرده سینمای ایران و نیز بزرگ‌ترین تلویزیون شهری سینمایی کشور از دیگر وجوه تمایز این مجموعه با مجموعه‌های مشابه است. نخستین فیلم سه‌بعدی ایران نیز با عنوان «آقای الف» ساخته علی عطشانی چهارشنبه ۱۸ اردیبهشت ماه۱۳۹۲ بر روی پرده سینما هویزه مشهد به نمایش درآمد.

نمایی از سینما هویزه پیش از بازسازی
سینما دیاموند - ۱۳۵۵